# Anna Maria von Ostfriesland

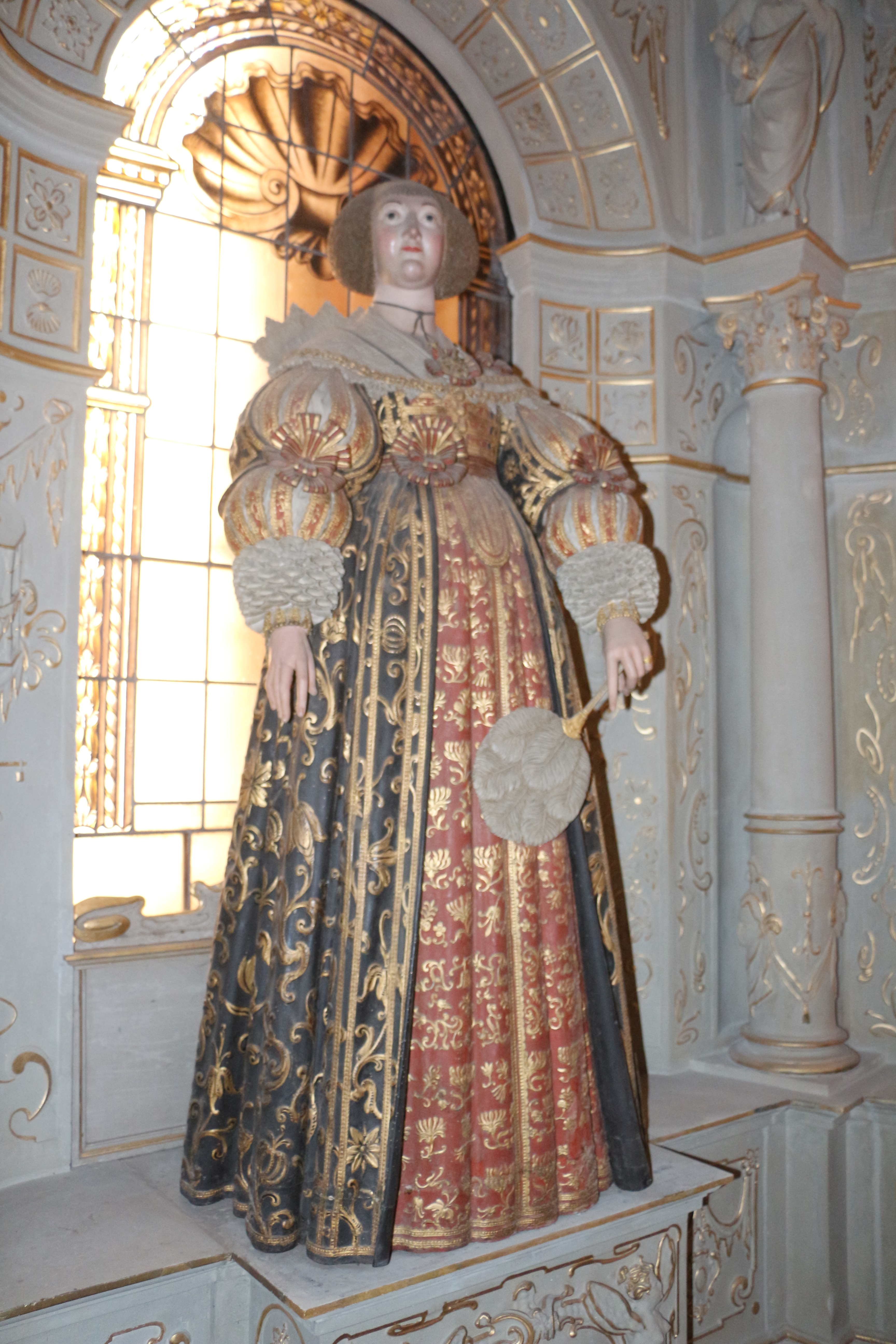
Statue von Anna Maria von Ostfriesland, Herzogin zu Mecklenburg – geschaffen von Franz Julius Döteber

Anna Maria von Ostfriesland (* 23. Juni 1601 in Aurich; † 15. Februar 1634 in Schwerin) war eine ostfriesische Grafentochter aus dem Haus Cirksena und durch Heirat Herzogin von Mecklenburg. Anna Maria war eine Tochter des Grafen Enno III. (* 30. September 1563; † 19. August 1625) und dessen zweiten Frau Anna von Schleswig-Holstein-Gottorf (* 27. Februar 1575; † 14. April 1610).
Über die Kindheit und Jugend von Anna ist wenig bekannt. Am 4. September 1622 heiratete sie in Vörde Herzog Adolf Friedrich I. von Mecklenburg-Schwerin (* 15. Dezember 1588; † 27. Februar 1658) und hatte mit ihm folgende Kinder:
- Christian Ludwig I. (1623–1692), Herzog zu Mecklenburg [-Schwerin]
- Sophie Agnes (1625–1694), Äbtissin im Kloster Rühn 1654
- Karl (1626–1670), Herzog zu Mecklenburg, in Mirow
- Anna Maria (1627–1669) ⚭ 1647 Herzog August von Sachsen-Weißenfels (1614–1680)
- Johann Georg (1629–1675), Herzog zu Mecklenburg, in Mirow
- Gustav Rudolf (1632–1670), Herzog zu Mecklenburg, in Schwerin

Am 15. Februar 1634 starb Anna Maria in Schwerin. Ihr Mann ließ im Doberaner Münster von dem Bildhauer Franz Julius Döteber für sich und seine Frau ein Grabdenkmal errichten, dass zu den eindrucksvollsten wie eigentümlichsten deutschen Grabdenkmalen des 17. Jahrhunderts gehört. Es zeigt die beiden auf einem Sockelgeschoss, das die eigentliche Grabkammer enthält. Das Grabmal wurde von Döteber und Daniel Werner aus Dresden im Übergangsstil von der Renaissance zum Barock nach italienischem Vorbild erbaut.